# Calyptocephala procerula
Calyptocephala procerula là một loài bọ cánh cứng trong họ Chrysomelidae. Loài này được Bohemna miêu tả khoa học năm 1850.